# Polskie Towarzystwo Historyczne

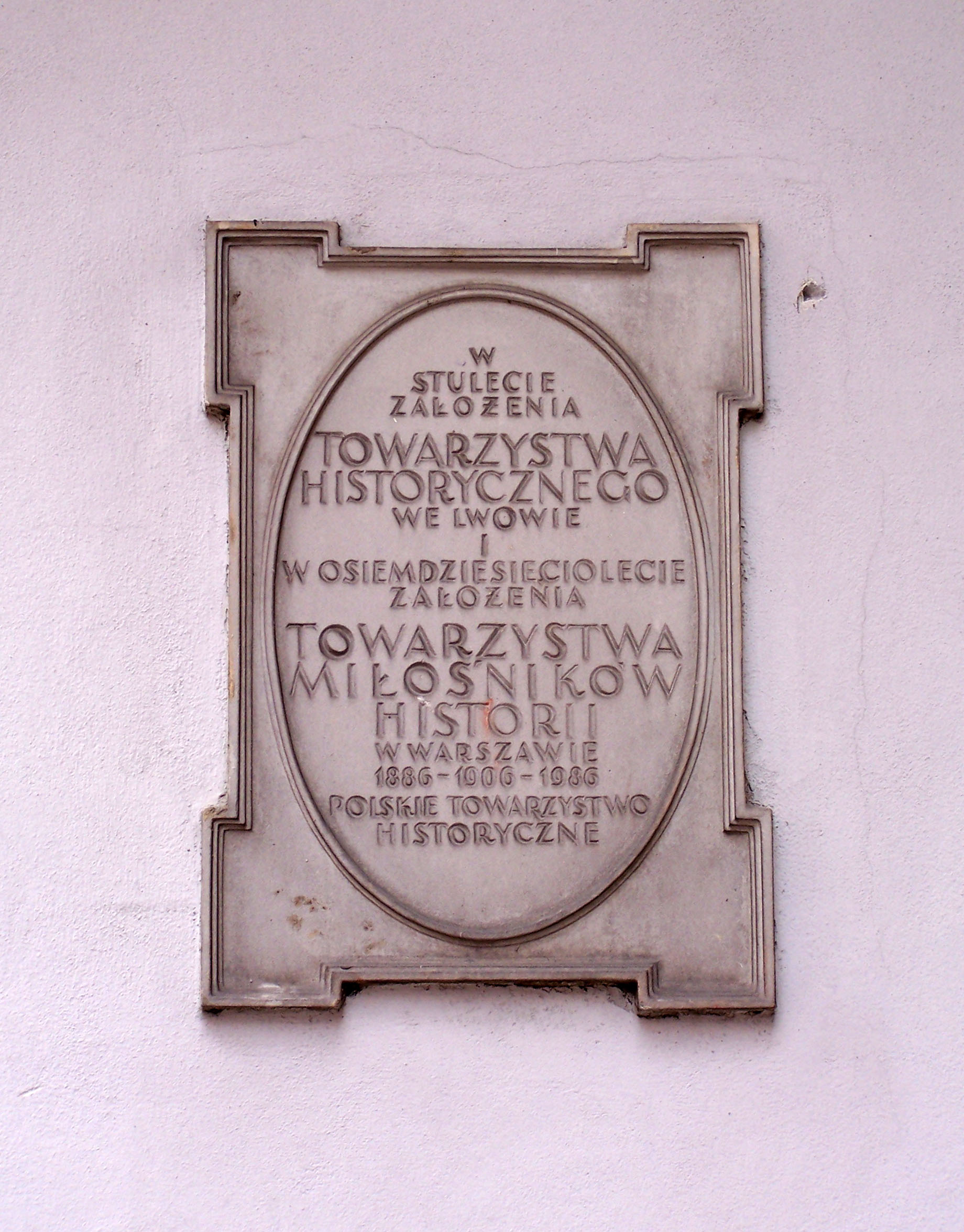
Tablica pamiątkowa na Rynku Starego Miasta w Warszawie

Polskie Towarzystwo Historyczne (PTH) – polskie towarzystwo naukowe specjalistyczne, stowarzyszenie historyków polskich, skupiająca zarówno zawodowych historyków, jak i miłośników historii. Utworzone w 1886 we Lwowie z inicjatywy Ksawerego Liskego jako lokalne towarzystwo naukowe. Po 1925 stało się towarzystwem ogólnopolskim.
PTH organizuje i inicjuje prace badawcze oraz od 1890 r. co 5 lat powszechne zjazdy historyków polskich. Od 1974 roku PTH jest organizatorem olimpiad i konkursów historycznych. Popularyzuje historię powszechną, dzieje Polski i poszczególnych miast oraz regionów. Towarzystwo posiada 46 oddziałów i 16 kół terenowych, 8 komisji i ponad 3 tys. członków. Od 2005 roku PTH ma status organizacji pożytku publicznego.
Towarzystwo wydaje m.in. „Małopolskie Studia Historyczne”, „Rocznik Kaliski”, „Rocznik Łódzki”, „Rocznik Lubelski”; od 1959 zarząd główny towarzystwa wydaje „Biuletyn Polskiego Towarzystwa Historycznego”.

## Historia Towarzystwa w skrócie
- 1886 – utworzenie Towarzystwa Historycznego we Lwowie, zalążka PTH, a jego celami było: utrzymywanie kontaktów między historykami zamieszkałymi w zaborach i za granicą, popularyzacja historii narodowej
- 1890 – pierwszy zjazd historyków polskich organizowany przez PTH (za pierwszy Powszechny Zjazd Historyków Polskich PTH uznało zjazd w 1880 roku w Krakowie, zorganizowany przez Akademię Umiejętności w rocznicę śmierci Jana Długosza)
- 1913 – utworzenie oddziału w Krakowie
- 1925 – przekształcenie Towarzystwa Historycznego w stowarzyszenie ogólnopolskie pod nazwą Polskie Towarzystwo Historyczne
- 1925 – włączenie Towarzystwa Miłośników Historii w struktury PTH, jako odział w Warszawie[1]
- 1925 – utworzenie oddziału w Poznaniu[2]
- 1927 – utworzenie oddziału w Łodzi; w 1958 ukazał się pierwszy tom „Rocznika Łódzkiego”
- 1928 – utworzenie oddziału w Przemyślu (reaktywacja po nieudanych próbach z 1891 i 1907)[3][4]
- 1945 – przeniesienie siedziby Zarządu Głównego PTH ze Lwowa do Krakowa
- 1950 – przeniesienie siedziby Zarządu Głównego PTH z Krakowa do Warszawy
- 1955 – utworzenie oddziału w Kaliszu; w 1968 ukazał się pierwszy tom „Rocznika Kaliskiego”
- 1974 – zorganizowanie przez Ministerstwo Oświaty i PTH pierwszej olimpiady historycznej dla uczniów szkół ponadpodstawowych
- 1993 – pierwsza edycja Konkursu Wiedzy o Parlamentaryzmie – organizator PTH i kancelaria Sejmu RP
- 2003 – wybór nowych władz centralnych PTH; prezes – prof. Krzysztof Mikulski z Torunia, sekretarz generalny – Tadeusz Radzik
- 2004 – XVII Powszechny Zjazd Historyków Polskich w Krakowie
- 2006 – Walne Zgromadzenie Delegatów Polskiego Towarzystwa Historycznego w Pułtusku
- 2009 – XVIII Powszechny Zjazd Historyków Polskich oraz Walne Zgromadzenie Delegatów Polskiego Towarzystwa Historycznego w Olsztynie
- 2014 – XIX Powszechny Zjazd Historyków Polskich w Szczecinie „Polska – Bałtyk – Europa”[5]
- 2019 – XX Powszechny Zjazd Historyków Polskich w Lublinie Wielka zmiana, historia wobec wyzwań...[6]

## Prezesi Polskiego Towarzystwa Historycznego
- Franciszek Ksawery Liske (1886–1891)
- Tadeusz Wojciechowski (1891–1914)
- Ludwik Finkel (1914–1923)
- Stanisław Zakrzewski (1923–1932 i 1934–1936)
- Franciszek Bujak (1932–1934 i 1936–1937)
- Ludwik Kolankowski (1937–1947)
- Władysław Konopczyński (1947)
- Jan Dąbrowski (1947–1950)
- Tadeusz Manteuffel (1950–1953)
- Natalia Gąsiorowska-Grabowska (1953–1956)
- Stanisław Herbst (1956–1973)
- Marian Biskup (1973–1978)
- Henryk Samsonowicz (1978–1982)
- Andrzej Zahorski (1982–1988)
- Andrzej Ajnenkiel (1988–1991)
- Jacek Staszewski (1991–1997)
- Wojciech Wrzesiński (1997–2003)
- Krzysztof Mikulski (2003–2013)
- Jan Szymczak (2013–2015)
- Krzysztof Mikulski (2015– )

## Sekretarze generalni Polskiego Towarzystwa Historycznego
- Oswald Balzer 1886–1891
- Ludwik Finkel 1891–1902
- Alojzy Winiarz 1903–1905
- Stanisław Zakrzewski 1906–1907
- Eugeniusz Barwiński 1908–1916
- Eugeniusz Barwiński i Teofil Modelski 1917–1920
- Teofil Modelski 1920–1924
- Kazimierz Tyszkowski 1924–1929
- Bronisław Włodarski 1929–1932
- Stefan Inglot 1932–1934
- Kazimierz Tyszkowski 1934–1937
- Wojciech Hejnosz 1937–1947
- Stefan Inglot 1947
- Aleksander Gieysztor 1947–1953
- Stanisław Herbst 1953–1955
- Irena Pietrzak-Pawłowska 1955–1958
- Henryk Samsonowicz 1958–1966
- Stanisław Russocki 1966–1971
- Monika Senkowska-Gluck 1971–1976
- Ryszard Stemplowski 1976–1978
- Andrzej Zakrzewski 1978–1982
- Stefan Krzysztof Kuczyński 1982–1985
- Hubert Izdebski 1985–1988
- Tadeusz Cegielski 1988–1991
- Zofia T. Kozłowska 1991–1994
- Wiesław Śladkowski 1994–1997
- Andrzej Biernat 1997–2003
- Tadeusz Radzik 2003–2009
- Marek Sioma

## Powszechne Zjazdy Historyków Polskich
- I Powszechny Zjazd Historyków Polskich (oficjalnie: Zjazd historyczny imienia Jana Długosza), Kraków, 18–21 maja 1880 w 400, rocznicę śmieci Jana Długosza
- II Powszechny Zjazd Historyków Polskich, Lwów, 17–19 lipca 1890, poświęcony zagadnieniom metodycznym i wydawniczym
- III Powszechny Zjazd Historyków Polskich, Kraków, 4–6 czerwca 1900, poświęcony znaczeniu historii literatury, historii sztuki, archeologii i etnografii
- IV Powszechny Zjazd Historyków Polskich, Poznań, 6–8 grudnia 1925, na temat roli historii politycznej, historii prawa i historii gospodarczej
- V Powszechny Zjazd Historyków Polskich, Warszawa, 28 listopada-4 grudnia 1930, w 100-lecie Powstania Listopadowego
- VI Powszechny Zjazd Historyków Polskich, Wilno 17–20 września 1935, na temat stosunków polsko-litewskich
- VII Powszechny Zjazd Historyków Polskich, Wrocław, 19–22 września 1948, poświęcony dziejom polskich ziem zachodnich
- VIII Powszechny Zjazd Historyków Polskich, Kraków, 14–17 września 1958, w 9 sekcjach tematycznych i chronologicznych
- IX Powszechny Zjazd Historyków Polskich, Warszawa 13–15 września 1963, poświęcony historii kultury średniowiecznej Polski, Powstaniu Styczniowemu i dziejom Polski Ludowej
- X Powszechny Zjazd Historyków Polskich, Lublin, 9–13 września 1969, poświęcony 50 rocznicy odzyskania niepodległości i powstaniu Polski Ludowej
- XI Powszechny Zjazd Historyków Polskich, Toruń, 9–12 września 1974, pod hasłem „U źródeł współczesności – dzieje społeczeństwa i kultury”
- XII Powszechny Zjazd Historyków Polskich, Katowice, 17–20 września 1979, pod hasłem „Człowiek – Praca – Środowisko”
- XIII Powszechny Zjazd Historyków Polskich, Poznań, 6–9 września 1984, pod hasłem „Historia i społeczeństwo”
- XIV Powszechny Zjazd Historyków Polskich, Łódź 7–10 września 1989, pod hasłami „Rewolucje u schyłku XVIII wieku”, „Wielkie aglomeracje miejskie XIX i XX wieku”, „Druga wojna światowa”
- XV Powszechny Zjazd Historyków Polskich, Gdańsk, 19–21 września 1994, pod hasłem „Wielkie i małe ojczyzny”
- XVI Powszechny Zjazd Historyków Polskich, Wrocław, 15–18 września 1999, pod hasłem „Przełomy w historii”
- XVII Powszechny Zjazd Historyków Polskich, Kraków, 15–18 września 2004, pod hasłem „Tradycja a nowoczesność – tożsamość”
- XVIII Powszechny Zjazd Historyków Polskich, Olsztyn, 16–19 września 2009, pod hasłem „Powrót do źródeł”.
- XIX Powszechny Zjazd Historyków Polskich, Szczecin, 17–21 września 2014, pod hasłem „Polska-Bałtyk-Europa”
- XX Powszechny Zjazd Historyków Polskich, Lublin, wrzesień 2019, pod hasłem „Wielka zmiana, historia wobec wyzwań...”
- XXI Powszechny Zjazd Historyków Polskich, Białystok, 16-20 września 2024, pod hasłem „Człowiek twórcą historii”

## Publikacje
- Biuletyn Historii Pogranicza